# Derarimus carinatus
Derarimus carinatus es una especie de coleóptero de la familia Anthicidae.

## Distribución geográfica
Habita en la India.